# Malczewski Point
Der Malczewski Point (englisch; polnisch Przylądek Malczewskiego) ist eine Landspitze an der Südküste von King George Island im Archipel der Südlichen Shetlandinseln. Sie liegt vor der Front des Matejko-Eisfalls am Ufer der Legru Bay und markiert die nordöstliche Begrenzung der Einfahrt zur Painters Cove.
Polnische Wissenschaftler benannten sie 1980 nach dem polnischen Maler Jacek Malczewski (1854–1929).